# Gadertal

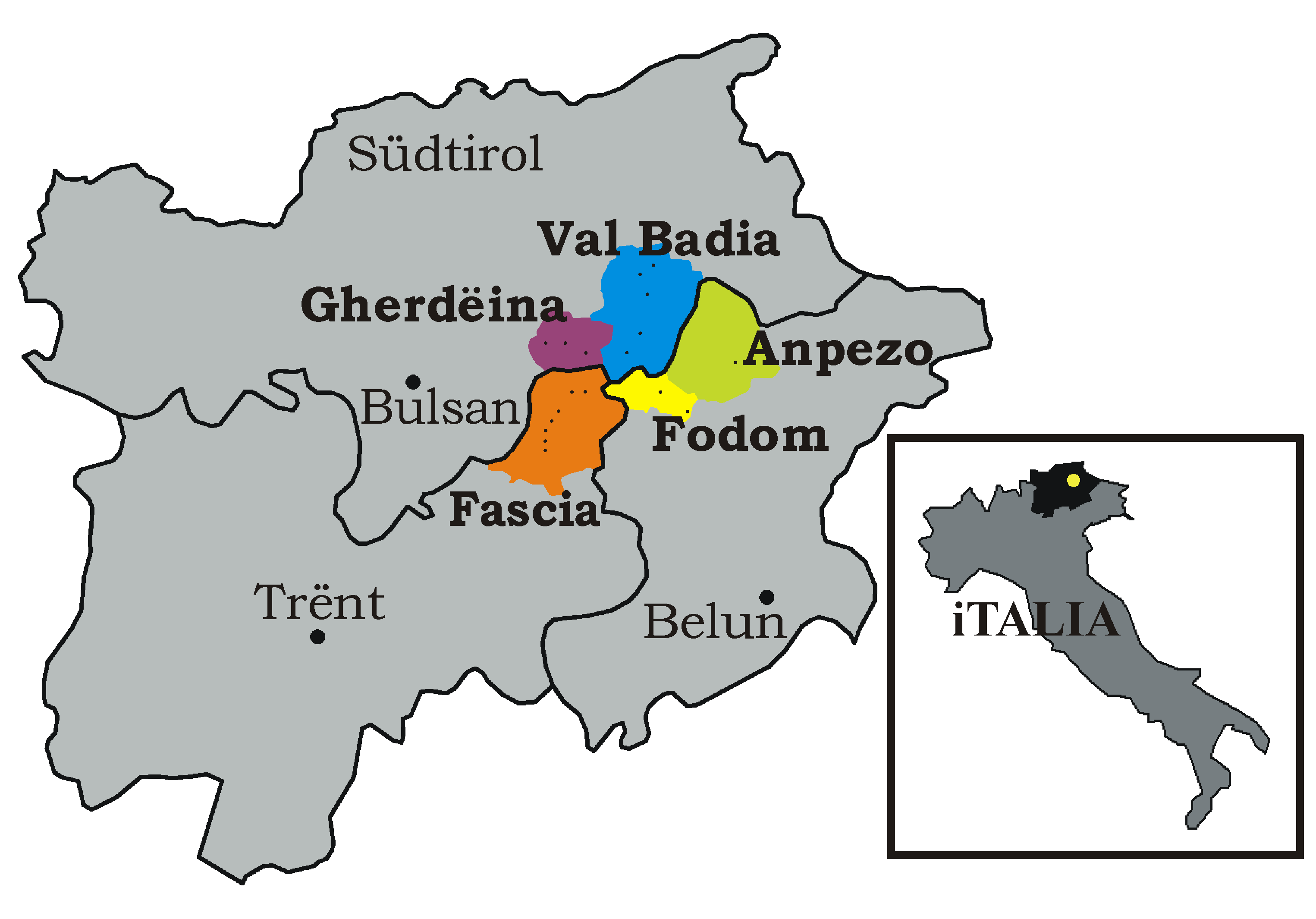
Die fünf Täler Ladiniens (ladinische Beschriftung)

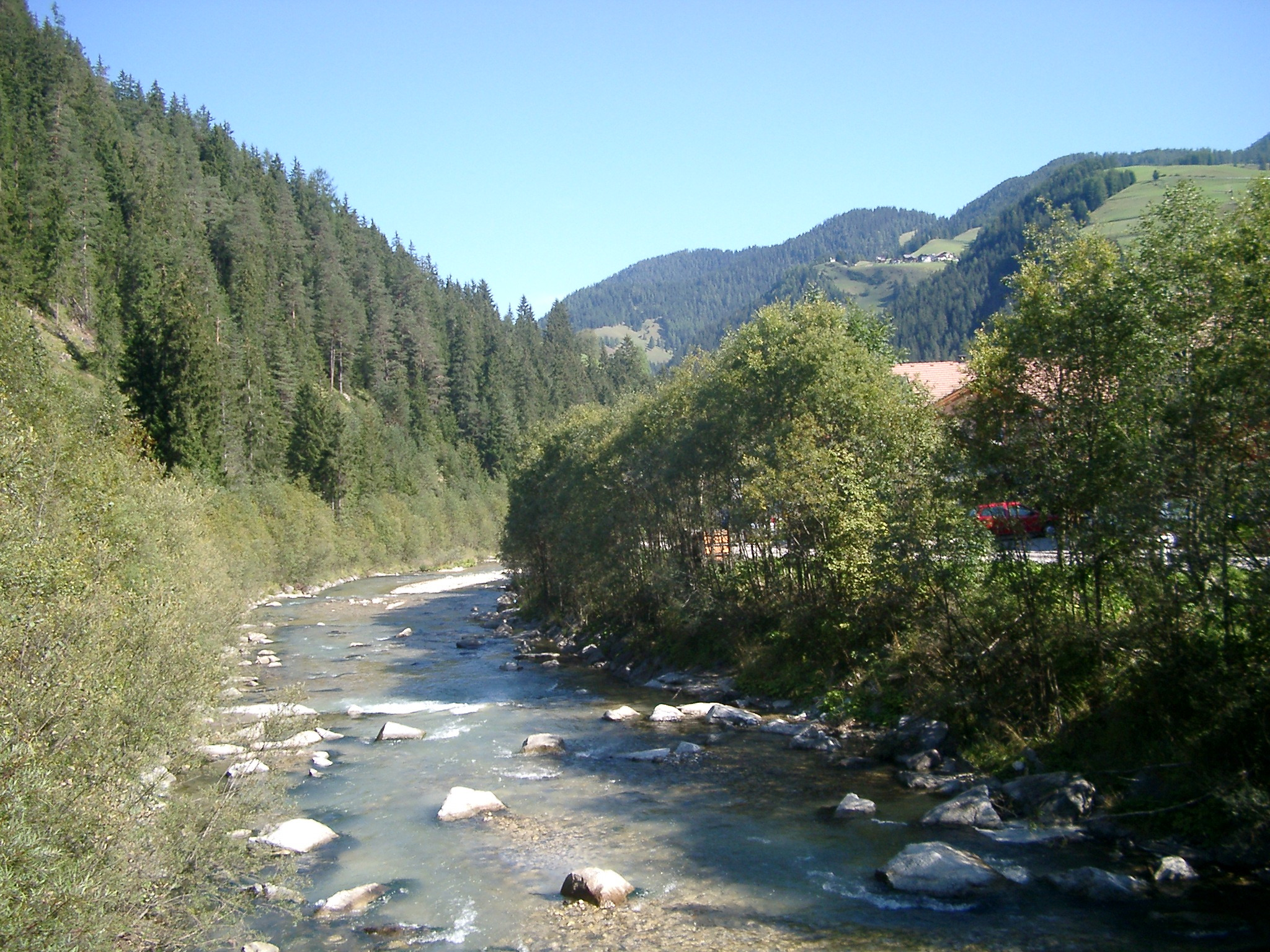
Die Gader bei Pederoa in Wengen

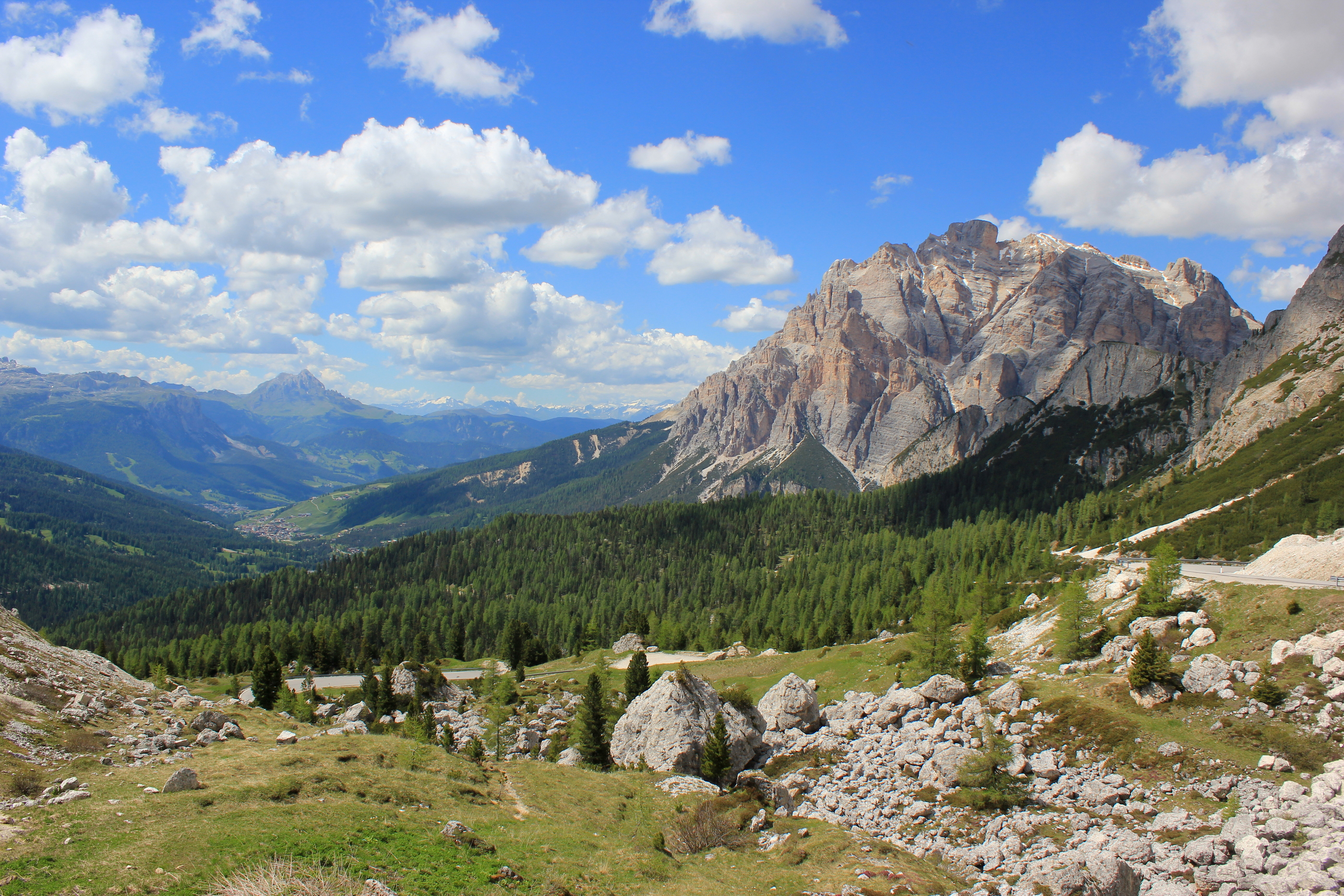
Blick vom Valparolapass Richtung Nordwesten ins Gadertal

Das Gadertal (ladinisch und italienisch: Val Badia) liegt in Südtirol (Italien) und verweist mit seinem Namen auf den Fluss Gader (ladinisch: Gran Ega, „das große Wasser“), der das Tal entwässert. Das Gadertal durchzieht in Süd-Nord-Richtung die nördlichen Dolomiten und mündet bei St. Lorenzen ins Pustertal, wo auch die Gader in die Rienz fließt. Der Name Abteital, gelegentlich als Synonym zu Gadertal verwendet, bezieht sich eigentlich nur auf den oberen Talabschnitt südlich von St. Leonhard (San Linêrt). Dort befindet sich auch das international bekannte Skigebiet Alta Badia (Hochabtei) mit der Piste Gran Risa. Mit Ausnahme des untersten Talabschnitts – wo eine mehrheitlich deutschsprachige Bevölkerung lebt – gehört das Gadertal zum ladinischen Sprachgebiet und wird dementsprechend zu Ladinien gezählt.

## Geographie
Das Gadertal zweigt bei St. Lorenzen von Pustertal ab und führt etwa 35 km in südliche Richtung in die Dolomiten hinein. Südlich von Stern (La Ila) befindet sich die weite Hochebene Pralongià, die das Gadertal in einen südöstlichen und einen südwestlichen Arm teilt. Der südöstliche Arm führt über St. Kassian (San Ćiascian) zum Valparolapass (Ju de Valparola), weshalb er auch Kassiantal oder St.-Kassian-Tal genannt wird. Der südwestliche Arm verzweigt sich bei Corvara erneut, den Talabschluss bilden am Westende das Grödner Joch (Ju de Frara) und im Südwesten der Campolongopass (Ju de Ćiaulunch).
Die wichtigsten Seitentäler auf der orographisch linken Seite sind das Campilltal (Val de Lungiarü) und das Untermoital (Val d’Antermëia), auf der rechten Seite das Wengental (Val de Spëscia) und das Enneberger Tal (Val de Mareo).
Administrativ gehört das Gadertal zu den Gemeinden St. Lorenzen (San Laurënz), Enneberg (Mareo), St. Martin in Thurn (San Martin de Tor), Wengen (La Val), Abtei (Badia) und Corvara. 
Teile der südwestlichen Talflanken des Gadertals sind im Naturpark Puez-Geisler unter Schutz gestellt, Teile der südöstlichen Talflanken im Naturpark Fanes-Sennes-Prags.

## Geschichte
Man nimmt an, dass das Gadertal von einer vorrömischen Urbevölkerung besiedelt war. Das Gadertal gilt als ladinisches Herz. In den Orten des Gadertales ist die ladinische Lebensweise und Sprache sehr lebendig geblieben, da sie wegen der geographischen Abgeschiedenheit lange Zeit nur schwer zugänglich waren. Der Talname ist im Jahr 1177 in der Form „Gader“ in einem Besitzbestätigungsprivileg von Papst Alexander III. für das Augustinerchorherrenstift Neustift bei Brixen bezeugt.
In St. Martin in Thurn im Gadertal befindet sich das Museum Ladin auf Schloss Thurn und im Ort das Istitut Ladin „Micurá de Rü“. In diesem Museum wird gemäß einer Theorie von Lois Craffonara der Name „Gader“ auf das lateinische Quadra für Quadrat zurückgeführt. Demnach hatten die Römer für ländliche Siedlungen einen standardisierten Wegeplan nach Art eines Quadrats, bestehend aus neun kleineren Quadraten. Laut Craffonara kann man aus der Vogelperspektive die einzelnen Wege oder markanten Punkte von St. Martin in Thurn einem solchen Quadratmuster zuordnen. Der Name „Quadrat“ soll sich schließlich auf das ganze Gadertal ausgebreitet haben, daher der Name „Gader“. Diesen Annahmen wird allerdings in der neueren Forschung widersprochen und stattdessen auf das karolingerzeitliche Verfahren der Feldvermessung im Tiroler Alpenraum hingewiesen, das erst im Frühmittelalter und nicht schon in römischer Zeit zu quadra-ähnlichen Flurteilungen führte.

## Verkehr

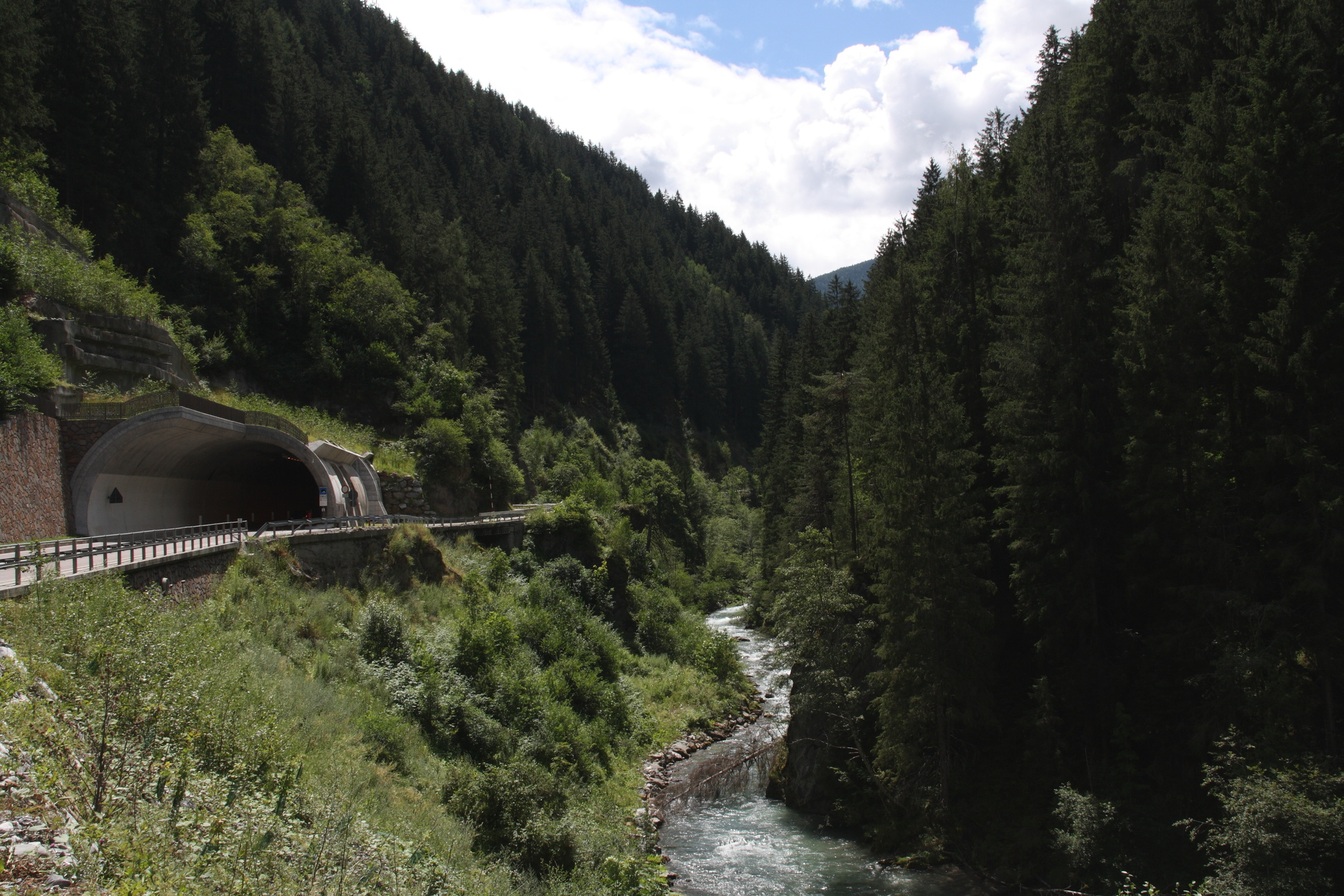
Gadertalstraße, neuer Tunnel und alte Straße, sowie die Gader

Durch das Gadertal läuft der Länge nach die „Gadertalstraße“, die heutige Strada Statale 244 di Val Badia von St. Lorenzen bis zum Campolongopass. Sie wurde ab 1885 gebaut und am 4. Oktober 1892 eingeweiht. Ein weiterer Ausbau fand während des Ersten Weltkrieges durch russische Kriegsgefangene statt. Nach damaliger Technik wurden die Brücken über die Gader möglichst kurzgehalten, sodass vor und nach den Brücken oft nahezu rechtwinklige Kurven bestanden. Ortsfremde Busfahrer oder Fernfahrer waren darauf oft nicht gefasst, sodass es gelegentlich zu Staus kam, weil zwei größere Fahrzeuge nicht aneinander vorbeikamen. Am 6. Juni 1993 kam es zu einem Zusammenstoß zwischen einem italienischen Reisebus und einem PKW, wodurch der Bus von der Fahrbahn abkam und 30 Meter in die Schlucht stürzte. Durch den Sturz in die Gader wurde das Dach des Busses weggerissen. 18 Insassen starben, 22 Menschen wurden schwer verletzt.
Weitere das Gadertal erschließende Straßenverbindungen sind die SS 243 übers Grödner Joch, die SP 37 über den Valparolapass, die SP 29 übers Würzjoch und die SP 43 über den Furkelpass.